# ボサイルスタディオン
ボサイルスタディオン (Bosuilstadion)は、ベルギー、アントウェルペン州アントウェルペンにあるサッカー専用スタジアム。ロイヤル・アントワープFCのホームスタジアムとなっている。収容人数は16,144人。

## 概要
1923年11月1日、ベルギー代表とオランダ代表による国際親善試合でスタジアムは開場した。これまでに30回以上のベルギー代表による国際Aマッチが開催され、その中には4つのFIFAワールドカップ・予選も含まれている。2017年の冬にはそれまで一度も改修されていなかったメインスタンドが取り壊され、全く新しいスタンドへ生まれ変わり、収容人数は16,144人となった。

## 開催された主な試合
- 国際Aマッチ
  - UEFA欧州選手権1972

| 日付          | ホームチーム | 結果 | アウェーチーム | ラウンド |
| ------------- | ------------ | ---- | -------------- | -------- |
| 1972年6月14日 | ベルギー     | 1-2  | 西ドイツ       | 準決勝   |

- UEFA主催大会
  - UEFAカップウィナーズカップ 1963-64

| 日付          | ホームチーム     | 結果 | アウェーチーム  | ラウンド   |
| ------------- | ---------------- | ---- | --------------- | ---------- |
| 1964年5月15日 | スポルティングCP | 1-0  | MTKブダペストFC | 決勝再試合 |